# Sorraia
Als Sorraia bezeichnet man eine Pferderasse aus Portugal, die aus Nachkommen einer kleinen Population wildlebender Pferde hervorgegangen sein soll, die erst im Jahre 1920 entdeckt wurde. Sie sollen auch die Urahnen der American Sulphur, gewesen sein, die von Christoph Kolumbus auf den Schiffen nach Amerika mitgenommen und vor der Rückkehr nach Europa in Amerika freigelassen wurden.
Mitunter wird behauptet, beim Sorraia handle es sich um ein iberisches Wildpferd, obwohl es sich genetisch nicht von anderen iberischen Hauspferden unterscheidet.
Hintergrundinformationen zur Pferdebewertung und -zucht finden sich unter: Exterieur, Interieur und Pferdezucht.

## Exterieur

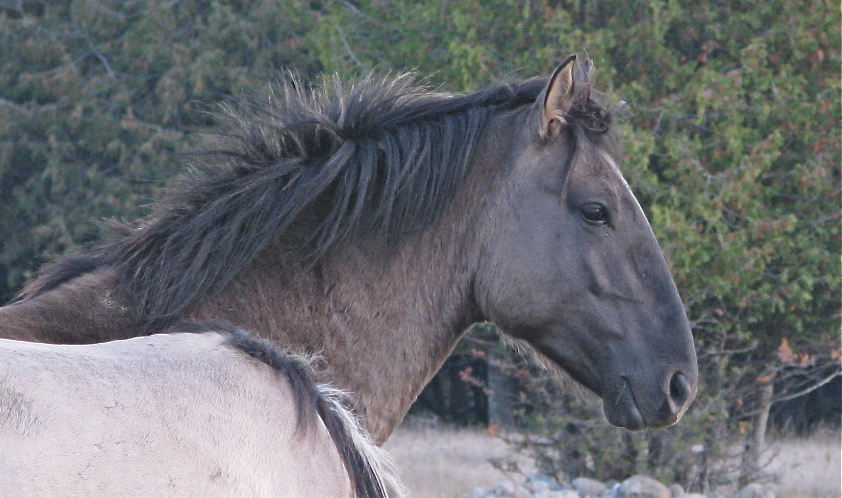
Sorraia-Hengst mit charakteristischem konvexen Kopfprofil

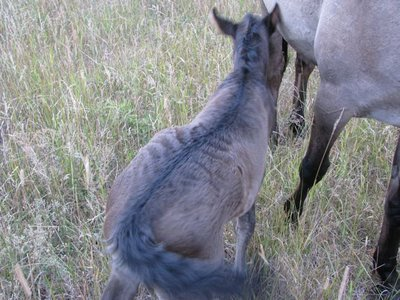
Sorraia-Fohlen mit zebraartigem Aalstrich

Sorraias sind kleine oder mittelgroße Pferde. Sie haben einen schmalen Ramskopf, einen schlanken Hals, der bei gutgenährten Hengsten kräftig ist und an Andalusier und Lusitanos erinnert. Ihr Körper ist schlank, mit schmaler Brust, gutem Widerrist, manchmal Neigung zum Karpfenrücken, guter Gurttiefe, dachförmiger Kruppe, flacher Bemuskelung, verhältnismäßig langen Beinen mit langen Röhren und mittelgroßen Hufen.
Sorraias sind fast immer falbfarben, entweder graufalb oder gelbfalb (braunfalb), und haben eine dunkle Maul- und Gesichtspartie. Selten kommen Dunkelbraune vor; diese werden, ebenso wie solche mit deutlichen weißen Abzeichen, aus der Zucht ausgeschlossen, da hier Fremdbluteinfluss (eventuell vom Garrano oder Asturcon) vermutet wird. Mähne und Schweif sind typischerweise zweifarbig, der dunkle Mittelstreifen, die Verlängerung des Aalstrichs, ist von hellen, oft fast weißen Haaren beidseitig flankiert. Wie alle echten Falben haben sie einen Aalstrich. Viele haben Zebrastreifen an den Beinen, nicht selten auch Schulter- und Halsstreifen. Fohlen zeigen oft deutlich sichtbare Zebrastreifen auf dem Hinterleib. Angeblich trat die Zebrierung auch bei ausgewachsenen Pferden zum Zeitpunkt der Entdeckung des Sorraiapferds noch deutlicher auf als bei den heutigen Sorraias, dies belegende Fotos sind jedoch nicht bekannt.

## Geschichte
Der portugiesische Zoologe und Hippologe Ruy d’Andrade begründete die Zucht dieser Pferderasse, nachdem er eine Herde anscheinend wild lebender Pferde nahe dem Fluss Sorraia ausmachte. Ruy d’Andrade hielt diese Pferde für Vorfahren der Andalusier und Lusitanos, was durch einige genetische Untersuchungen belegt werden konnte, von anderen jedoch widerlegt wurde. Er begann 1937 ein Erhaltungszuchtprogramm mit einem Bestand von 3 Hengsten und 7 Stuten, davon 1 tragend von einem unbekannten Hengst. 1948 wurde als letztes Fremdblut ein grauer, stark zebrierter, aus Argentinien importierter Criollo hinzugefügt. 1976 wurden 3 Stuten (1 davon von einem Sorraiahengst tragend) und 3 Hengste nach Deutschland importiert. 2004 wurde ein Zuchtbuch mit insgesamt 564 gelisteten Individuen veröffentlicht, die vollständig auf die Gründerpferde zurückgeführt werden können.
Die heutigen Sorraias leben mehrheitlich in Robusthaltung. Der Fortbestand der Rasse gilt als stark gefährdet durch die geringe Zahl, die zerstreuten Bestände, die enge Verwandtschaft und daraus resultierende Mängel an Vitalität, und den in jüngster Zeit erfolgten Exporten von Zuchttieren nach Amerika zur Weiterzucht von Spanish Mustangs. Der portugiesische Pferdezuchtverband betreut die Sorraias wie eine Pferderasse und nicht im Sinne ihres Entdeckers und Erhalters Ruy d’Andrade. Es gibt derzeit nur ein Projekt, in dem Sorraias in einem Reservat wild und sich selbst überlassen leben, das Vale de Zebro Refuge in Portugal, welches sich in Privathand befindet. Das sogenannte Portugiesische Reservat zur Erhaltung der Sorraia-Pferde besteht nur aus einer kleinen Gruppe von Tieren in normaler und für portugiesische Verhältnisse enger Weidehaltung. Die meisten Sorraias sind im Besitz der Familie d’Andrade und leben zum Teil halbwild.

## Sorraia-Zucht in Deutschland
In Deutschland gibt es einen für den Fortbestand der Spezies bedeutenden Bestand von ungefähr 60 Tieren, hauptsächlich aus der Zucht des im Jahr 2001 verstorbenen Münchner Hippologen und Tierarztes Michael Schäfer, der sie seit 1975 auch in seinen Büchern beschrieb, und die bis heute durch seine Witwe, ebenfalls Tierärztin, fortgeführt wird.
In der aktuellen zoologischen Lehrmeinung in Deutschland handelt es sich bei Sorraiapferden nicht um Wildpferde, sondern um wieder verwilderte Hauspferde. Das ist der Grund dafür, dass Sorraiapferde in Deutschland nur im Wisentgehege Springe und sonst in keinen zoologischen Gärten und Wildgehegen gehalten werden. Gerhard Freutel schreibt im Mai 2012: „Im Wisentgehege Springe gibt es seit 1997 eine Herde von bis zu 15 Tieren. Die ersten Pferde sind damals in Portugal gekauft und vom Förderverein finanziert worden. Die Herde hat sich trotz schwieriger Bedingungen in der Zucht gut entwickelt. Die formale Zusammenarbeit mit dem Zuchtbuch, das in Lissabon geführt wird, ist sehr schwierig und der wesentliche Grund, weshalb im Wisentgehege zurzeit auf Zucht verzichtet wird. Bis zu unserem vorübergehenden Zuchtstopp in 2009 wurden 23 Fohlen in Springe geboren.“
Aus Sicht des Wisentgeheges Springe ist das Überleben der Sorraia, von denen weltweit nur 150 Tiere leben, nicht nachhaltig gesichert. Erstens erkranken die Sorraia häufig am Sommerekzem, weil sie aufgrund ihrer Gene auf Kriebelmücken allergisch reagieren. Für die Sorraia ist deshalb nur ein Standort günstig, an dem Kriebelmücken nicht vorkommen. Zweitens gibt es zurzeit keine geachtete Autorität, die die Erhaltungszucht der Sorraia als Wildpferde durchsetzt und koordiniert. Dies wäre die Aufgabe der Zoologischen Gärten, die aber keine Erhaltungszucht der Sorraia als Rasse durchführen. Drittens gibt es für Erhaltungszüchter wie das Wisentgehege Springe nicht die Möglichkeit, die Sorraia aus ihrer Zucht an Zoologische Gärten abzugeben, die ihrerseits auch an der Erhaltungszucht der Sorraia als Wildpferde beteiligt sind. Deshalb hat das Wisentgehege nur die Möglichkeit, Sorraias an private Haltungen abzugeben, die keine Erhaltungszucht durchführen. (Stand März 2013)

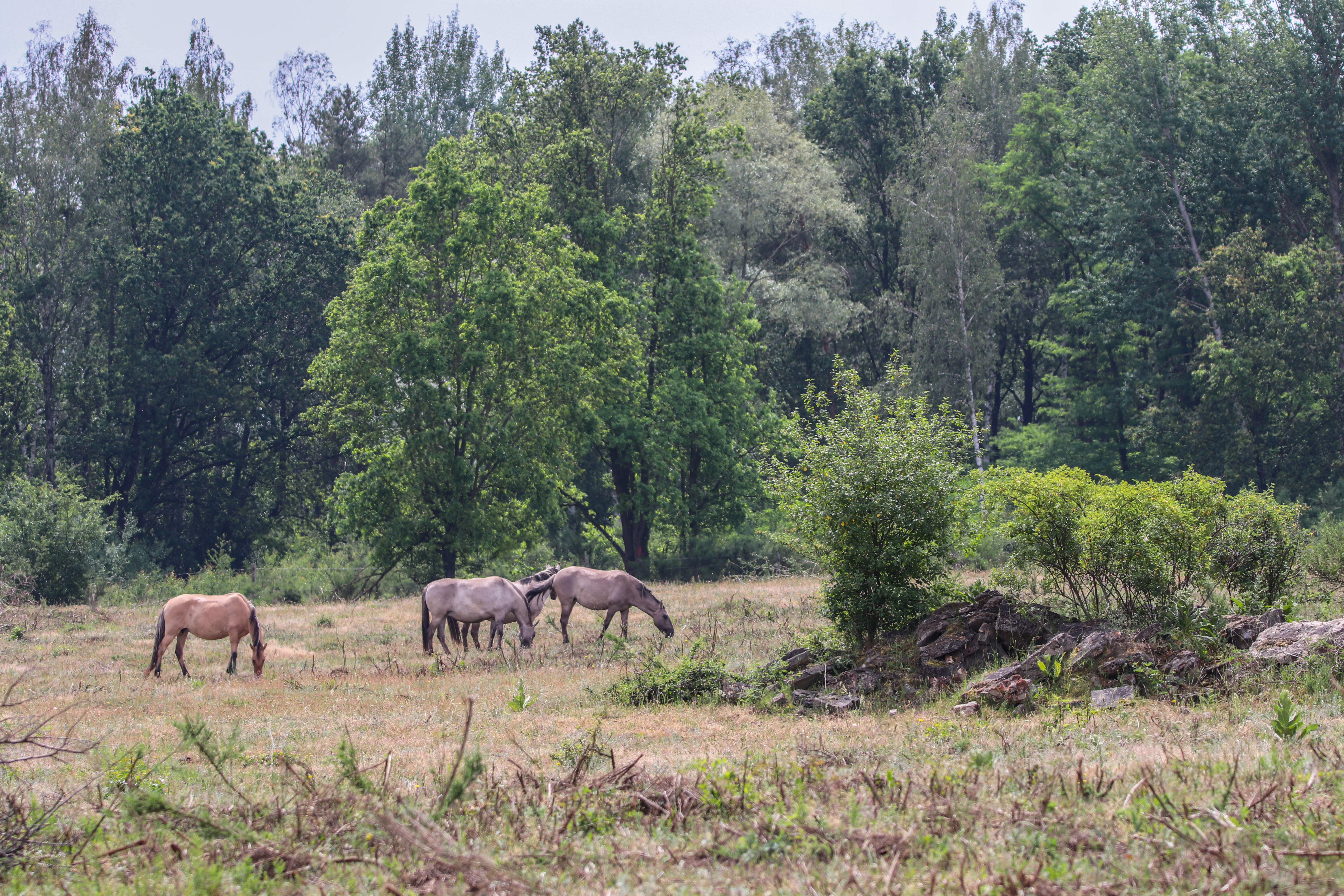
Sorraias des Naturschutz-Fördervereins Döberitzer Heide e. V. im Schutzgebiet Ferbitzer Bruch in Potsdam (Brandenburg).

Seit Frühjahr 2019 gibt es jedoch neue Hoffnung für den langfristigen Erhalt der Sorraias. Erstmals in Deutschland werden im Naturschutzgebiet Ferbitzer Bruch auf dem früheren Truppenübungsplatz Döberitzer Heide bei Berlin Sorraiapferde im Rahmen eines naturschutzorientierten Beweidungsprojektes des Naturschutz-Fördervereins Döberitzer Heide e. V. eingesetzt. Die im Juni 2019 eingesetzten Tiere wurden von dem Züchter Sven Sczygiel zur Verfügung gestellt. Seine Ursprungstiere stammen aus der Zucht von Michael Schäfer. Ziel des Vorhabens ist die koordinierte Erhaltungszucht in Verbindung mit halbwilder Haltung, die der Ursprünglichkeit dieser Pferde entspricht.